# Zamayón
Zamayón ist eine kleine westspanische Gemeinde (municipio) in der Provinz Salamanca in der Autonomen Gemeinschaft Kastilien-León. 2024 hatte die Gemeinde 192 Einwohner. Neben dem Hauptort Zamayón besteht die Gemeinde aus den Ortschaften El Plantío und Zamocino.

## Geographie
Zamayón befindet sich etwa 24 Kilometer nordnordwestlich vom Stadtzentrum der Provinzhauptstadt Salamanca in einer Höhe von 810 m. 

## Geschichte
Im 13. Jahrhundert war die Gemeinde eine Kommanderie des Johanniterordens.

## Bevölkerungsentwicklung
| Jahr      | 1900 | 1920 | 1950 | 1970 | 1981 | 1991 | 2001 | 2011 | 2021 |
| Einwohner | 661  | 531  | 464  | 270  | 210  | 174  | 204  | 181  | 198  |

## Sehenswürdigkeiten
- Kirche Mariä Himmelfahrt (Iglesia de Nuestra Señora de la Asunción)
- Rathaus

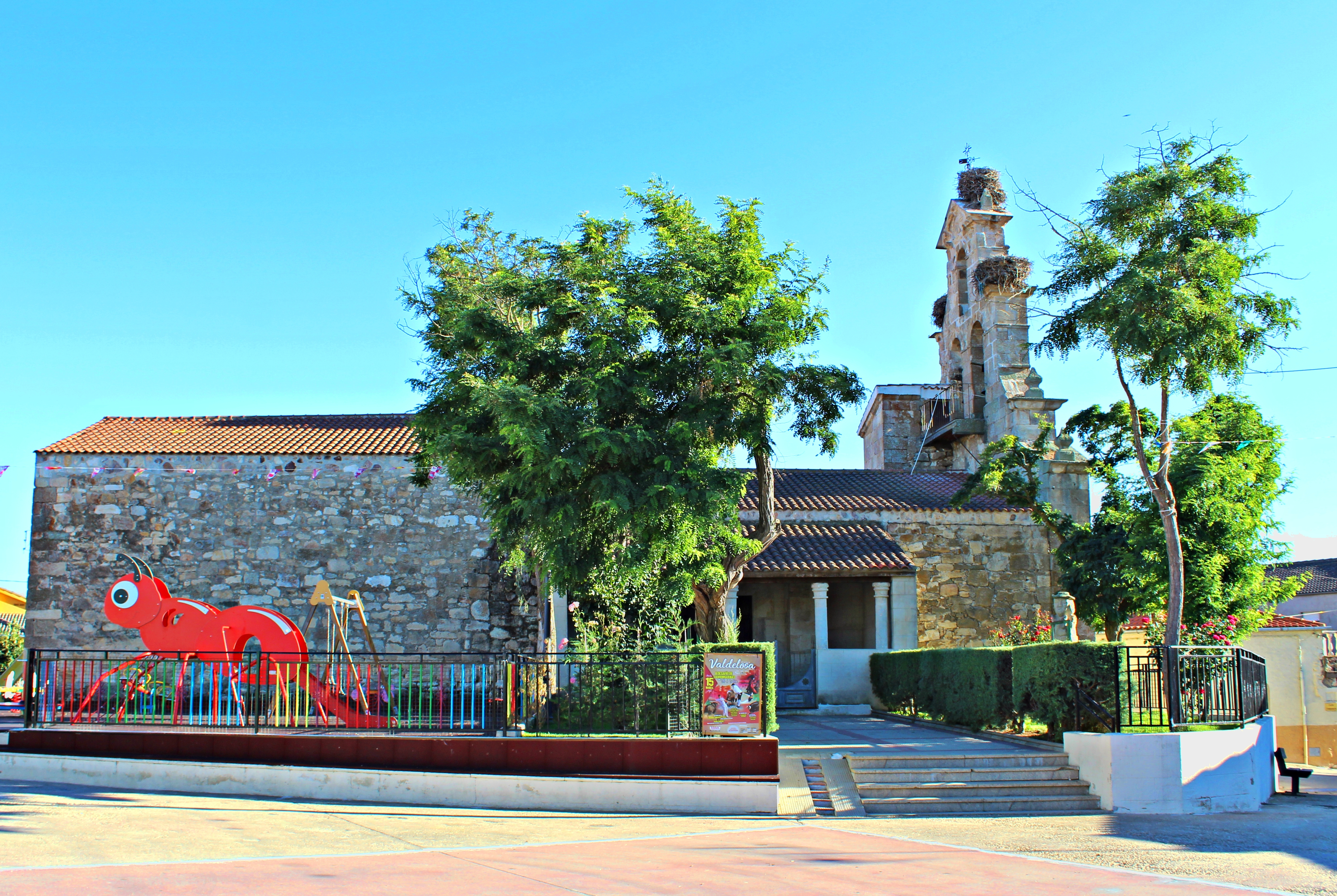
Kirche Mariä Himmelfahrt
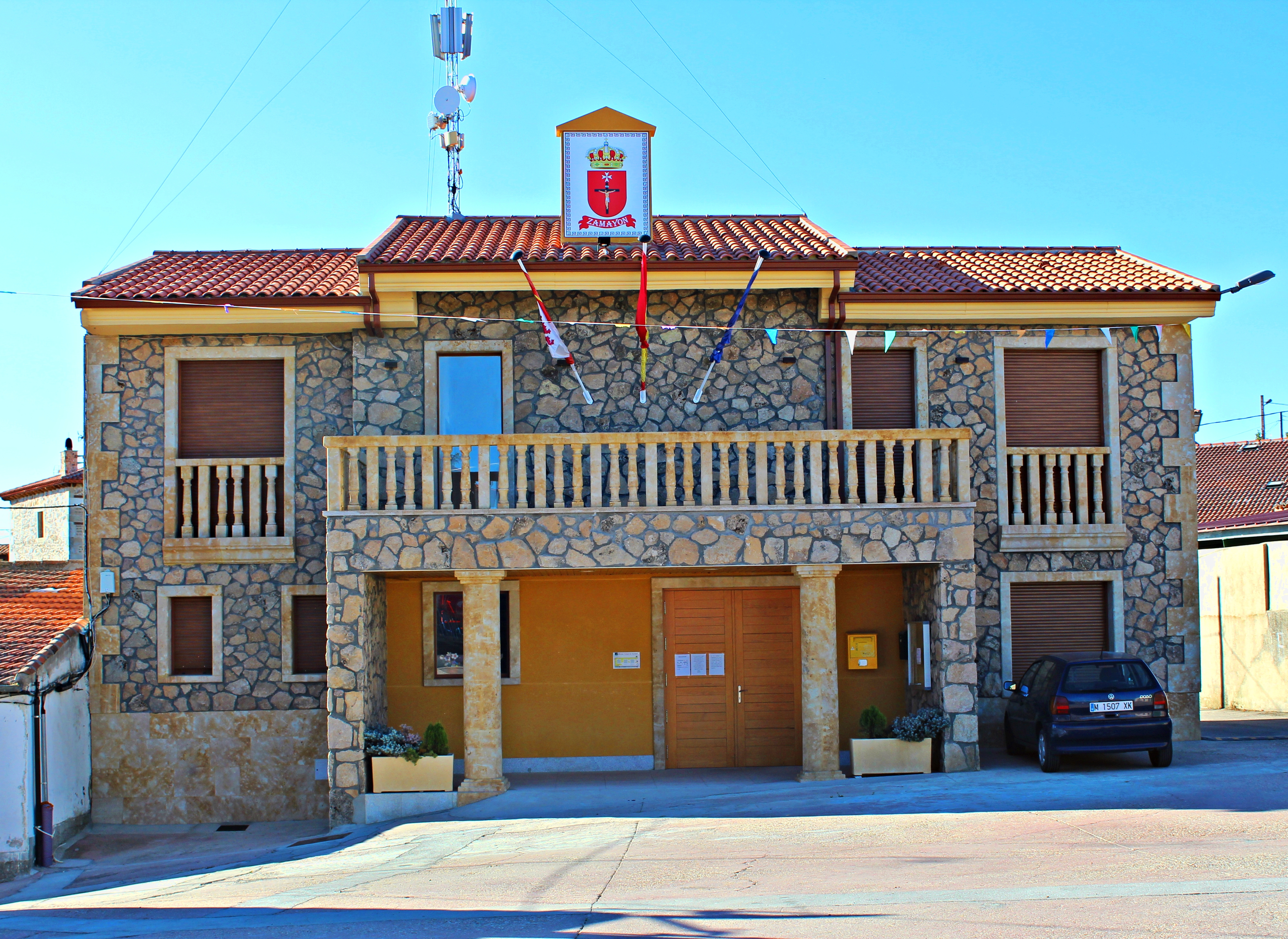
Rathaus